# Gheorghe Eșanu
Gheorghe Eșanu (n. 25 iulie 1927, Bălți, Republica Moldova - d. 19 martie 1996, București) a fost un cântăreț (bariton) din Republica Moldova. A interpretat în special cântece populare și romanțe.
A fost laureat al celui de al IV-lea Festival mondial al tineretului și al studenților (Moscova, 1957). De asemenea, a fost decorat cu ordinele „Dreptul Roșu de muncă” și „Gloria Muncii” (1995).
A murit la Spitalul Elias din București și a fost înmormântat la Iași.